# Lecanicillium longisporum
Lecanicillium longisporum ist eine Art der Schlauchpilze aus der Familie der Cordycipitaceae. Die Art wurde 1925 als Cephalosporium longisporum beschrieben und hat eine weltweite Verbreitung.

## Ökologie
Lecanicillium longisporum ist ein Insekten befallendes Pathogen. Auch ein Parasitismus an anderen Pilzen wird beschrieben. Die Art ist also nicht auf Insekten beschränkt, sondern wird gewöhnlich aus dem Boden oder anderen Pilzen isoliert.
Die Wirte werden infiziert, wenn sie mit den klebrigen Sporen in Kontakt kommen. Diese keimen aus und dringen mechanisch oder durch Hydrolyse der Zellwände in die Körper der Insekten ein, wo sie die inneren Organe verzehren und schließlich zum Tod der Wirte führen.

## Taxonomie
Lecanicillium longisporum ist der akzeptierte wissenschaftliche Name eines entomopathogenen (Insekten befallenden) Pilzes, der früher als Verticillium lecanii (Zimmerman) Viegas weithin bekannt war, heute aber als Anamorphe einer Art der Gattung Cordyceps innerhalb der Familie der Cordycipitaceae aufgefasst wird. Es scheint, dass die früher als V. lecanii klassifizierten Primär-Isolate zu den Arten L. attenuatum, L. lecanii, L. longisporum,  L. muscarium oder L. nodulosum gehören könnten.

### Synonyme
Folgende Synonyme sind bekannt:
- Cephalosporium longisporum Petch
- Verticillium aphidum (Oudem.) Westerd.

## Nutzung
Die Primär-Isolate von Lecanicillium longisporum für Gartenbau und Landwirtschaft (GCRI 1-72; IMI 179172) wurden erstmals von Hall & Burges (1979) am Glasshouse Crops Research Institute (heute Teil der School of Life Sciences der University of Warwick) gewonnen. L. longisporum wird heutzutage als 'Vertalec' vermarktet. 'Vertalec', das auf dem Stamm IMI 179172 basiert, wurde in Großbritannien erstmals als Markenname registriert.